# Ziwu-Straße
Die Ziwu-Straße (chinesisch 子午道, Pinyin Zǐwǔ dào, W.-G. Tzu-wu Tao) ist eine alte Shu-Straße. Es ist eine Nord-Süd-Verbindung durch das Gebirge Qin Ling zwischen Guanzhong und der Region Hanzhong (d. h. der Hanzhong-Ebene). Früher bedeutete 子 „Norden“ und 午 „Süden“, daher der Name.

## Streckenverlauf
(cppcc.people.com.cn)
Xi’an – Großgemeinde Ziwu – Kreis Ningshan – Kreis Yang – Hanzhong